# Annalen des Naturhistorischen Museums in Wien
Annalen des Naturhistorischen Museums in Wien (abreviado Ann. Naturhist. Mus. Wien) es una revista ilustrada con descripciones botánicas que fue editada en Austria y publicada desde 1919 hasta 1979. Fue precedida por Annalen des Naturhistorischen Hofmuseums.